# Liste de ponts de la Drôme

## Ponts de longueur supérieure à100m
Les ouvrages de longueur totale supérieure à 100 m du département de la Drôme sont classés ci-après par gestionnaires de voies.

## Ponts de longueur comprise entre50met100m
Les ouvrages de longueur totale comprise entre 50 et 100 m du département de la Drôme sont classés ci-après par gestionnaires de voies.

## Ponts présentant un intérêt architectural ou historique
Les ponts de la Drôme inscrits à l’inventaire national des monuments historiques sont recensés ci-après.
- Pont sur la Véore - Beaumont-lès-Valence - XVIIe siècle  ; XVIIIe siècle
- Pont du Robinet ou pont de Donzère - Donzère - XIXe siècle ; XXe siècle
- Pont sur l'Eygues - Nyons - XIVe siècle ; XVe siècle
- Passerelle Seguin sur le Rhône  - Tain-l'Hermitage - XIXe siècle
- Pont romain (vestiges) - Villeperdrix - Antiquité

## Sources
Base de données Mérimée du Ministère de la Culture et de la Communication.